# Clavel, lirio, lirio, rosa
Clavel, lirio, lirio, rosa es un  cuadro del pintor angloestadounidense John Singer Sargent de 1885-6. Fue su primer cuadro comprado por un museo público.
En la pintura aparecen dos niñas de blanco encendiendo linternas de papel al anochecer; están en un jardín rodeadas de rosas rosas, claveles amarillos y detrás altos lirios blancos (probablemente lirios japoneses, Lilium auratum). El cuadro está dominado por follaje verde sin horizonte o línea horizontal para dar la sensación de profundidad. Al espectador le parece estar al nivel de las niñas pero a su vez ignorándolas. Estas niñas son Dolly (11 años, a la izquierda) y Polly Barnard (7 años, derecha) hijas del ilustrador Frederick Barnard – amigo de Sargent, a quienes eligió el autor por su pelo rubio para reemplazar a su modelo morena de 5 años Katherine, hija de Francis Davis Millet.
El título proviene de la popular canción "Ye Shepherds, Tell Me" ("Pastores, díganme") de Joseph Mazzinghi, un orfeón pastoral para un trío de voces masculinas que menciona que la diosa Flora llevaba "una corona en torno a su cabeza, en torno a su cabeza llevaba clavel, lirio, lirio, rosa" (A wreath around her head, around her head she wore, Carnation, lily, lily, rose).
El jardín se ubicaba en Farnham House, en Broadway en los Montes Cotswold, donde Sargent pasó el verano de 1885 con Millet poco después de huir a Inglaterra desde París por el escándalo suscitado por su cuadro de 1884 Retrato de Madame X. Sargent se inspiró en las linternas que vio colgadas entre los árboles mientras navegaba por el río Támesis en Pangbourne con el artista estadounidense Edwin Austin Abbey en septiembre de 1885. Sargent quería capturar el exacto nivel de luz en la oscuridad por lo que se sirvió del plenairismo– en el exterior y al modo impresionista. Cada día de septiembre a noviembre de 1885, pintaba solo unos minutos cuando la luz era perfecta, en la llamada hora azul. Las flores del jardín morían según llegaba el otoño y se reemplazaron por flores artificiales. Sargent siguió pintando el cuadro el verano siguiente en la casa nueva de Millet en Broadway y lo terminó a finales de octubre de 1886. Mientras trabajaba, Sargent cortó el lienzo rectangular, quitando unos 61 cm del lado izquierdo para que quedara aproximadamente de forma cuadrada.
El cuadro recibió tanto buenas como malas críticas durante la  Royal Academy summer exhibition de 1887, entre otras cosas por su estilo afrancesado. Pero Sir Frederic Leighton, presidente de the Royal Academy, instó a la Tate Gallery a comprarlo usando fondos de Chantrey Bequest.